# Свети Илия (Живине)
Вижте пояснителната страница за други значения на Свети Илия.
„Свети Илия“ (на македонска литературна норма: „Свети Илија“) е възрожденска православна църква в село Живине, северната част на Република Македония. Част е от Кумановско-Осоговската епархия на Македонската православна църква – Охридска архиепископия.
Църквата е разположена в центъра на селото. Изградена е в 1886 година. Представлява трикорабна, безкуполна църква. Църквата е изписана от Димитър Папрадишки и Петър Николов от Велес. Има позлатени, резбовани царски двери.